# Arkhaía Kórinthos
Arkhaía Kórinthos är en ort i Grekland.   Den ligger i prefekturen Nomós Korinthías och regionen Peloponnesos, i den sydöstra delen av landet, 70 km väster om huvudstaden Aten. Arkhaía Kórinthos ligger 107 meter över havet och antalet invånare är 1 939.
Terrängen runt Arkhaía Kórinthos är kuperad åt sydväst, men åt nordost är den platt. Havet är nära Arkhaía Kórinthos norrut. Runt Arkhaía Kórinthos är det ganska tätbefolkat, med 100 invånare per kvadratkilometer. Närmaste större samhälle är Korinth, 6,8 km nordost om Arkhaía Kórinthos. 